# Stupid Fat Americans
Stupid Fat Americans è il primo EP della band skate punk-rapcore statunitense Zebrahead.
Il disco, pubblicato solo per il Giappone, include tre tracce dal vivo, due demo e due complete.

## Tracce
1. Wasted
2. Chrome (Demo)
3. Swing (Demo)
4. Deck The Halls (I Hate Christmas)
5. Jag Off (Live)
6. Someday (Live)
7. Get Back (Live)

## Formazione
- Justin Mauriello – voce, chitarra
- Ali Tabatabaee – voce
- Greg Bergdorf – chitarra
- Ben Osmundson – basso
- Ed Udhus – batteria